# Lotta greco-romana ai Giochi della XXVIII Olimpiade - 60 kg
Il torneo si è svolto il 25 e il 26 agosto.
Legenda:
- TO — Vittoria per KO
- SP — Vittoria di superiorità, 10 punti di differenza, sconfitto con punti
- ST — Vittoria di superiorità, 10 punti di differenza, sconfitto senza punti
- PP — Vittoria ai punti, sconfitto con punti tecnici
- PO — Vittoria ai punti, sconfitto senza punti tecnici
- PA — Vittoria per squalifica dell'avversario
- DQ — Vittoria per rinuncia dell'avversario
- CP — Punti di classifica
- TP — Punti tecnici

## Gironi di qualificazione

### Girone 1
| Posizione | Lottatore            | Paese         | W | L | CP | TP |
| --------- | -------------------- | ------------- | - | - | -- | -- |
| 1         | Jeong Ji-hyeon       | Corea del Sud | 2 | 0 | 6  | 13 |
| 2         | Vitali Rəhimov       | Azerbaigian   | 1 | 1 | 3  | 4  |
| 3         | Włodzimierz Zawadzki | Polonia       | 0 | 2 | 2  | 4  |

| Rosso                | Blu                  | CP  |    | TP   |
| -------------------- | -------------------- | --- | -- | ---- |
| Włodzimierz Zawadzki | Jeong Ji-hyeon       | 1-3 | PP | 2-10 |
| Vitali Rəhimov       | Włodzimierz Zawadzki | 3-1 | PP | 4-2  |
| Jeong Ji-hyeon       | Vitali Rəhimov       | 3-0 | PO | 3-0  |

### Girone 2
| Posizione | Lottatore       | Paese       | W | L | CP | TP |
| --------- | --------------- | ----------- | - | - | -- | -- |
| 1         | Eusebiu Diaconu | Romania     | 2 | 0 | 7  | 13 |
| 2         | Jim Gruenwald   | Stati Uniti | 1 | 1 | 5  | 13 |
| 3         | Hugo Passos     | Portogallo  | 0 | 2 | 0  | 7  |

| Rosso           | Blu             | CP  |    | TP   |
| --------------- | --------------- | --- | -- | ---- |
| Hugo Passos     | Eusebiu Diaconu | 0-4 | ST | 0-10 |
| Jim Gruenwald   | Hugo Passos     | 4-0 | TO | 5:41 |
| Eusebiu Diaconu | Jim Gruenwald   | 3-0 | PP | 3-1  |

### Girone 3
| Posizione | Lottatore          | Paese    | W | L | CP | TP |
| --------- | ------------------ | -------- | - | - | -- | -- |
| 1         | Armen Nazarjan     | Bulgaria | 2 | 0 | 6  | 15 |
| 2         | Ashraf El-Gharably | Egitto   | 1 | 1 | 4  | 5  |
| 3         | Oleksandr Chvošč   | Ucraina  | 0 | 2 | 2  | 4  |

| Rosso              | Blu                | CP  |    | TP   |
| ------------------ | ------------------ | --- | -- | ---- |
| Armen Nazarjan     | Ashraf El-Gharably | 3-1 | PP | 7-3  |
| Oleksandr Chvošč   | Armen Nazarjan     | 1-3 | PP | 1-8  |
| Ashraf El-Gharably | Oleksandr Chvošč   | 3-1 | PP | 12-3 |

### Girone 4
| Posizione | Lottatore       | Paese               | W | L | CP | TP |
| --------- | --------------- | ------------------- | - | - | -- | -- |
| 1         | Makoto Sasamoto | Giappone            | 2 | 0 | 7  | 20 |
| 2         | Sidney Guzman   | Perù                | 1 | 1 | 3  | 3  |
| 3         | Davor Štefanek  | Serbia e Montenegro | 0 | 2 | 2  | 2  |

| Rosso           | Blu             | CP  |    | TP   |
| --------------- | --------------- | --- | -- | ---- |
| Sidney Guzman   | Makoto Sasamoto | 0-4 | ST | 0-11 |
| Davor Štefanek  | Sidney Guzman   | 1-3 | PP | 1-3  |
| Makoto Sasamoto | Davor Štefanek  | 3-1 | PP | 9-1  |

### Girone 5
| Posizione | Lottatore           | Paese      | W | L | CP | TP |
| --------- | ------------------- | ---------- | - | - | -- | -- |
| 1         | Nurlan Koizhaiganov | Kazakistan | 2 | 0 | 6  | 14 |
| 2         | Akaki Chachua       | Georgia    | 1 | 1 | 5  | 16 |
| 3         | Paolo Fucile        | Italia     | 0 | 2 | 0  | 2  |

| Rosso               | Blu                 | CP  |    | TP   |
| ------------------- | ------------------- | --- | -- | ---- |
| Paolo Fucile        | Akaki Chachua       | 0-4 | ST | 0-10 |
| Nurlan Koizhaiganov | Paolo Fucile        | 3-0 | PO | 7-0  |
| Akaki Chachua       | Nurlan Koizhaiganov | 1-3 | PP | 6-7  |

### Girone 6
| Posizione | Lottatore      | Paese    | W | L | CP | TP |
| --------- | -------------- | -------- | - | - | -- | -- |
| 1         | Aleksej Ševcov | Russia   | 2 | 0 | 6  | 11 |
| 2         | Ai Linuer      | Cina     | 1 | 1 | 4  | 5  |
| 3         | Jurij Kohl     | Germania | 0 | 2 | 1  | 2  |

| Rosso          | Blu            | CP  |    | TP  |
| -------------- | -------------- | --- | -- | --- |
| Ai Linuer      | Aleksej Ševcov | 1-3 | PP | 2-4 |
| Jurij Kohl     | Ai Linuer      | 1-3 | PP | 2-3 |
| Aleksej Ševcov | Jurij Kohl     | 3-0 | PO | 7-0 |

### Girone 7
| Posizione | Lottatore       | Paese   | W | L | CP | TP |
| --------- | --------------- | ------- | - | - | -- | -- |
| 1         | Roberto Monzón  | Cuba    | 3 | 0 | 9  | 16 |
| 2         | Şeref Tüfenk    | Turchia | 2 | 1 | 6  | 8  |
| 3         | Ali Ashkani     | Iran    | 1 | 2 | 5  | 8  |
| 4         | Christos Gkikas | Grecia  | 0 | 3 | 1  | 1  |

| Rosso           | Blu            | CP  |    | TP  |
| --------------- | -------------- | --- | -- | --- |
| Christos Gkikas | Şeref Tüfenk   | 0-3 | PO | 0-5 |
| Roberto Monzón  | Ali Ashkani    | 3-1 | PP | 4-1 |
| Christos Gkikas | Roberto Monzón | 0-3 | PO | 0-7 |
| Şeref Tüfenk    | Ali Ashkani    | 3-1 | PP | 3-1 |
| Christos Gkikas | Ali Ashkani    | 1-3 | PP | 1-6 |
| Şeref Tüfenk    | Roberto Monzón | 0-3 | PO | 0-5 |

## Tabellone a eliminazione
|  | Quarti di finale    | Quarti di finale |                |                | Semifinali                | Semifinali                |  |  | Finale         | Finale |
|  |                     |                  |                |                |                           |                           |  |  |                |        |
|  | 25 agosto 2004      |                  |                |                |                           |                           |  |  |                |        |
|  |                     |                  |                |                |                           |                           |  |  |                |        |
|  | Jeong Ji-hyeon      | 6                |                |                |                           |                           |  |  |                |        |
|  | Jeong Ji-hyeon      | 6                | 26 agosto 2004 |                |                           |                           |  |  |                |        |
|  | Eusebiu Diaconu     | 0                |                |                |                           |                           |  |  |                |        |
|  | Eusebiu Diaconu     | 0                | Jeong Ji-hyeon | 3              |                           |                           |  |  |                |        |
|  | 25 agosto 2004      |                  | Jeong Ji-hyeon | 3              |                           |                           |  |  |                |        |
|  |                     | Armen Nazarjan   | 1              |                |                           |                           |  |  |                |        |
|  | Armen Nazarjan      | Armen Nazarjan   | 1              | 5              |                           |                           |  |  |                |        |
|  | Armen Nazarjan      |                  | 26 agosto 2004 | 5              |                           |                           |  |  |                |        |
|  | Makoto Sasamoto     | 3                |                |                |                           |                           |  |  |                |        |
|  | Makoto Sasamoto     | 3                | Jeong Ji-hyeon | 3              |                           |                           |  |  |                |        |
|  | 25 agosto 2004      |                  | Jeong Ji-hyeon | 3              |                           |                           |  |  |                |        |
|  |                     | Roberto Monzón   | 0              |                |                           |                           |  |  |                |        |
|  | Nurlan Koizhaiganov | Roberto Monzón   | 0              | 1              |                           |                           |  |  |                |        |
|  | Nurlan Koizhaiganov | 26 agosto 2004   |                | 1              |                           |                           |  |  |                |        |
|  | Aleksej Ševcov      | 3                |                |                |                           |                           |  |  |                |        |
|  | Aleksej Ševcov      | 3                | Aleksej Ševcov | 3              | Finale per il terzo posto | Finale per il terzo posto |  |  |                |        |
|  | 25 agosto 2004      |                  | Aleksej Ševcov | 3              | Finale per il terzo posto | Finale per il terzo posto |  |  |                |        |
|  |                     | Roberto Monzón   | 6              |                |                           |                           |  |  |                |        |
|  | Roberto Monzón      | Roberto Monzón   | 6              |                | Armen Nazarjan            | 4                         |  |  |                |        |
|  | Roberto Monzón      |                  |                |                | Armen Nazarjan            | 4                         |  |  |                |        |
|  | bye                 |                  |                | Aleksej Ševcov | 3                         |                           |  |  |                |        |
|  | bye                 |                  |                | Aleksej Ševcov | 3                         |                           |  |  |                |        |
|  |                     |                  |                |                |                           |                           |  |  | 26 agosto 2004 |        |
|  |                     |                  |                |                |                           |                           |  |  |                |        |